# Caravela (Guinea-Bissau)
Caravela (en portugués: Ilha Caravela) es el nombre de la isla más septentrional del archipiélago Bijagós o Islas Bissagos del país africano de Guinea-Bissau. La isla es muy boscosa, con la presencia de manglares. También cuenta con playas de arena blanca. 
Pertenece administrativamente a la Región de Bolama. Posee una superficie estimada de 128 km² lo que la convierte en la segunda más grande del archipiélago y una longitud de Costa que alcanza los 56 kilómetros.
La isla más cercana se encuentra a 1 km, y la tierra firma está a 37 km 
su Código OACI es: GGCV.